# Sultanat d'Awsa
El sultanat d'Awsa (o Aussa o Assaw) (1734-present), conegut també com a sultanat àfar, fou una monarquia musulmana que va existir a la costa de la mar Roja en terres de les modernes Etiòpia, Eritrea i Djibuti entre els segles XVIII i l'actualitat. Altres sultans àfars li reconeixien primacia.

## Història
La dinastia Walasma que governava la regió va traslladar la capital a la regió d'Harar, se suposa que per escapar del control dels generals que (amb el suport dels danakils i somalis de la costa) amb Ahmad Grañ havia ocupat el poder com a imam. Els walasma es van establir a Dakar a l'est de Harar, i més tard a la mateixa Harar. L'emigració dels galla (els oromo) va afectar el sud d'Etiòpia. Després del 1555 la regió es va veure envaït pels guerrers oromo. El 1559 Harar fou ocupada temporalment. El sultanat de Harar sota l'imam Muhammed Jasa (1577-1585) va traslladar la seva capital a Awsa, i va acabar dividit en el sultanat de Harar (que va existir fins al 1887 tot i que sota ocupació egípcia de 1875 a 1884) i l'imamat d'Awsa (situada més a l'oest) governats per membres de la mateixa dinastia; el darrer imam a Awsa fou Umar Din ibn Adam. Com a sultanat separat fou restablert per Kedafu vers 1734, que va fundar la dinastia Mudaito que va tenir com a símbol un bastó blanc que es considerava que tenia propietats màgiques
El sultà Muhammad ibn Hanfadhe va derrotar i matar el 1875 a Werner Munzinger que havia anat a la zona amb un exèrcit egipci. El 1865 Itàlia va comprar el port d'Assab a uns sultans de la comarca i Muhammad ibn Hanfadhe va signar diversos tractats amb els italians en els següents anys; per això el negus etíop Menelik II va estacionar un exèrcit prop d'Aussa tractant d'impedir al sultà d'honorar el seu compromís de cooperar amb Itàlia durant la Primera Guerra Italoetíop. En la segona guerra el sultà Muhammad Yayyo altre cop va acceptar cooperar amb els italians. Quan el règim monàrquic etíop fou restablert, va enviar (1943) una expedició militar per enderrocar al sultà, posant al tron a un dels seus parents de nom Ali Mirah.

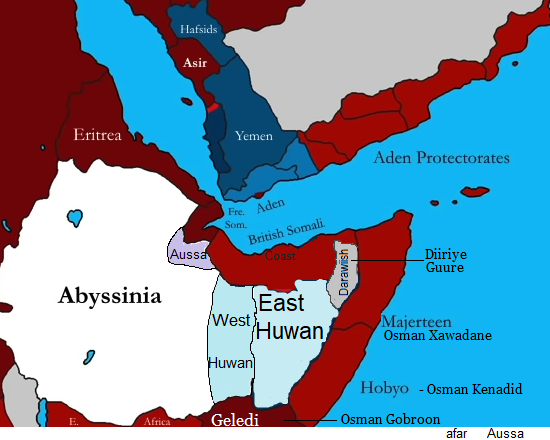

La nova branca dinàstica fou propera a Haile Selassie; es va enriquir amb el comerç i el sultà era un gran terratinent; el 1973 va rebutjar unir-se a l'oposició al negus, però després del seu enderrocament el 12 de setembre de 1974 el sultà va fer aliança amb una organització nacionalista, el Afar Koborih Angoyya (AKA), progressita. El maig del 1975 i els caps revolucionaris (Teferi Benti, Menguistu Haile Mariam i Atnafu Abate) van exposar a 60 delegats (caps tribals) àfars les idees revolucionàries i els projectes pel progrés dels àfars, que incloïen un gran repartiment de terres entre els camperols pobres. El sultà Ali Mirah s'oposava als repartiments de terra planejats, que li foren presentats en detall pels militars comunistes el 31 de maig de 1975; el 2 de juny el sultà va fugir a Djibuti (es diu que per temor a ser detingut, però això no s'ha comprovat) i el 3 de juny el seu fill Hanfare va declarar l'establiment del Front d'Alliberament Àfar (la direcció militar del qual fou encomanada al seu germà Ahmad Ali Mirah) i va començar a agitar activament als àfars contra el Derg; els militants van atacar especialment la carretera que portava d'Addis Abeba a Assab; grups de joves àfars foren enviats a Somàlia per entrenament.
Hanfareh ibn Ali Mirah, el fill del sultà, fou el principal líder del Front; va participar en la conferència de Londres de 27-28 de maig de 1991 i el seu pare, retornat de l'exili, a la Conferència d'Addis Abeba de l'1 al 5 de juliol de 1991. Un altre fill del sultà, Habib Ali Mirah, fou elegit president del Consell Regional Àfar (embrió de la futura regió Àfar). El 1992 l'ALF va guanyar les eleccions regionals. Però l'hegemònic Front Popular d'Alliberament de Tigre, que era una organització comunista proalbanesa, veia de mal ull als conservadors de l'ALF; a més volia incorporar territoris àfars a Tigre i finalment controlar per mitjà d'un aliat fidel, la resta del país àfar (excepte la part que va quedar per Eritrea); així que no va trigar a crear conflictes dins l'ALF. El 1994 aquest es va dividir en dues faccions dirigides per Hanfare Ali Mirah i pel seu germà Omar Ali Mirah. Això va permetre l'eclosió a les eleccions del 1995 de l'Organització Popular Democràtica dels Àfars. Aquesta organització es va fusionar poc després amb una de les quatre faccions de l'Ugugumo (Revolució) que havia dirigit Muhyadin Miftah, després que aquest fou arrestat a Djibuti (agost de 1995) i entregat a Etiòpia; 400 soldat de l'Ugugumo van entregar les armes (però encara quedaven tres grups més de l'Ugugumo que van seguir la lluita).
A les eleccions del mateix 1995 l'APDO va obtenir 23 escons de 48 (i 3 escons de 8 al parlament federal) i l'ALF només 12 (però també 3 al parlament federal); els altres 13 escons se'ls van emportar altres partits (6 van ser pel Front Nacional d'Alliberament Àfar/Afar National Liberation Front ANLF i la resta per no àfars). No obstant Hanfare va aconseguir el suport dels partits menors i va ser elegit president regional per 25 vots a 23. Però el març de 1996, mentre Hanfare era de viatge als Estats Units, fou deposat pel Parlament (després de maniobres entre els partits) i el cap de l'APDO, Ismail Ali Siro, proclamar president. Els partits d'oposició (ANLF, ALF, ANDM i algun menor, que havien pres part a les eleccions del 1995) es van agrupar en una aliança que va agafar el nom d'ANDP (Partit Nacional Democràtic Àfar) sent el seu líder Mohammed Yoyyo; l'ANDP va fer aliança amb l'APDO però l'ALF d'Hanfare Ali Mirah finalment va decidir mantenir-se com grup independent i va subsistir amb el nom de Partit del Front d'Alliberament Àfar/Afar Liberation Front Party, dirigit pel seu fill. El sultà Ali Mirah va morir l'abril del 2011 amb 91 anys i el seu fill Hanfare va pujar al tron.

## Sultans de la dinastia Mudaito (Amoyta)
- Kadhafo o Kaxxafo 1734-1749
- Kadhafo Mahammad ibn Kadhafo 1749-1779
- Aydahis ibn Kadhafo Mahammad 1779-1801
- Aydahis ibn Mahammad ibn Aydahis o "Qasa" Aydacis Macammad 1801-1832
- Hanfere ibn Aydahis o Canfaxe Aydacis 1832-1862
- Mahammad "Illalta" ibn Hanfere ' o Macammad "Illalta" Canfaxe 1862-1902 (vassal d'Etiòpia 1902)
- Mahammad ibn Aydahis ibn Hanfere o Macammad Aydacis 1902-vers 1910 (el govern li fou disputat pels seus cosins, els nou fills del seu predecessor Aydahis, Ali Mirah, Kadhafo, Hanfadhe, Alo i Yayyo (aquest darrer va esdevenir finalment sultà)
- Yayyo ibn Mahammad ibn Hanfere o Yayyo Macammad vers 1910-1927
- Mahammad Yayyo o Macammad Yayyo 1927-1944
- Ali Mirah o Qali Mirac 1944-2011 (exiliat 1975-1991)
- Hanfare Ali Mirah o Canfaxe Qali Mirac 2011-